# 陳奕詩
陳奕詩（英語：Elsie Chan Yick Sze，1968年5月23日—），香港前影視演員和主持人，目前已淡出演藝圈，專心從商。

## 背景
1968年在香港出生長大，早年曾就讀嘉諾撒聖心學校私立部，她於1986年亞洲小姐競選獲「和平小姐」名銜，及後拍攝多部電影，其後，1994年息影退出娛樂圈轉投了商界。
2006年，於被控與其前男友澳門立法會前議員陳繼杰串謀向中國農業銀行詐騙以及翌年於香港高等法院原訟庭被裁定賠償3.6億港元，但於2007年；陳奕詩在高等法院上訴庭上訴得直，並毋須作出賠償。

## 電影
- 原振俠與衛斯理 (1986年)
- 逃出珊瑚海 (1986年)
- 富貴逼人 (1987年) 飾 帶弟
- 女子監獄 (1988年)
- 富貴再逼人 (1988年) 飾 帶弟
- 應召女郎1988 (1988年)
- 霸王女福星 (1988年)
- 合家歡 (1989年)
- 富貴再三逼人 (1989年) 飾 帶弟
- 捉鬼大師 (1989年)
- 福星臨門 (1989年)
- 夜瘋狂 (1989年)
- 小小小警察 (1989年)
- 福星闖江湖 (1989年)
- 小心間諜 (1990年)
- 不文小丈夫 (1990年)
- 祝福 (1990年)
- 不文小丈夫之銀座嬉春 (1991年)
- 聊齋花弄月 (1991年)
- 富貴黃金屋 (1992年) 飾 雷詩詩
- 不文教父帶你嫖韓日 (1992年)
- 黑豹天下 (1993年)

## 電視劇（無綫電視）
- 我愛玫瑰園 飾 牛小惠（客串）

## 節目主持（亞洲電視）
- 活色生香

## 節目主持（無綫電視）
- 全港奇趣設計大賽（1989年）
- 歡樂今宵（1991年）
- Waku Waku動物也瘋狂（1991年）
- 佳人有約（1991年）
- 夜半輕私語（1992年）